# Улица Крауклю (Рига)
Улица Кра́уклю (латыш. Kraukļu iela, от krauklis — во́рон) — улица в Латгальском предместье города Риги, в историческом районе Дарзциемс. Пролегает в северном направлении от улицы Страуту до улицы Карсавас, продолжаясь далее как безымянный проезд, застройка которого относится к улице Карсавас.
Общая длина улицы составляет 507 метров. Участок севернее перекрёстка с улицей Пилдас имеет асфальтовое покрытие, остальная часть улицы — гравийное. Разрешено движение в обоих направлениях. Общественный транспорт по улице Крауклю не курсирует.

## История
Улица Крауклю проложена в 1930-е годы. Ко времени Второй мировой войны представляла собой тупиковую улицу с выездом на улицу Страуту, при немецкой оккупации именовалась Kolkrabenstrasse. Других переименований улицы не было.
До настоящего времени сохраняется малоэтажная частная застройка.

## Прилегающие улицы
Улица Крауклю пересекается со следующими улицами:
- улица Страуту
- улица Пилдас
- улица Карсавас